# Hoplitis mojavensis
Hoplitis mojavensis är en biart som beskrevs av Michener 1947. Hoplitis mojavensis ingår i släktet gnagbin, och familjen buksamlarbin. Inga underarter finns listade i Catalogue of Life.